# Hospital Infante D. Pedro
O Hospital Infante D. Pedro é um hospital público do Serviço Nacional de Saúde situado na cidade de Aveiro, em Portugal. Faz parte da Unidade Local de Saúde da Região de Aveiro.
O edifício original do hospital era denominado Hospital da Misericórdia de Aveiro e foi construído por iniciativa da Misericórdia de Aveiro. As obras dos blocos 1, 2, 3, 4 e 5 decorreram entre 1901 e 1915, embora em 1914 o hospital estivesse já a admitir pacientes. Em maio de 1957 tiveram início as obras para a construção de um novo bloco, denominado bloco 6, com capacidade para mais 106 camas. Em maio de 1976 o hospital passou para a posse do Estado e passou a ser denominado Hospital Distrital de Aveiro. No mesmo ano foi inaugurado o bloco 7, atualmente o bloco central do hospital. Em 1988 foi inaugurado o bloco 8, aumentando a capacidade do hospital para 408 camas. Em 2002 passou a ser denominado Hospital Infante D. Pedro e em 2011 foi integrado com o Hospital Visconde de Salreu e Hospital Distrital de Águeda para formar o Centro Hospitalar do Baixo Vouga.